# Denticerus rousseti
Denticerus rousseti là một loài bọ cánh cứng trong họ Cerambycidae.